# Гулу
Гулу (англ. Gulu) — город в Уганде, расположен в Северной области и является административным центром одноимённого округа. Второй по численности населения город страны, после Кампалы.

## Географическое положение
Высота центра НП составляет 1077 метров над уровнем моря.

## Климат
| Показатель                    | Янв. | Фев. | Март | Апр.  | Май   | Июнь  | Июль  | Авг.  | Сен.  | Окт.  | Нояб. | Дек. | Год    |
| ----------------------------- | ---- | ---- | ---- | ----- | ----- | ----- | ----- | ----- | ----- | ----- | ----- | ---- | ------ |
| Средний суточный максимум, °C | 31,3 | 31,7 | 30,7 | 29,2  | 28,4  | 27,9  | 27,0  | 27,4  | 28,5  | 28,6  | 28,6  | 29,1 | 29,0   |
| Средняя температура, °C       | 23,9 | 24,6 | 24,3 | 23,6  | 23,1  | 22,6  | 21,9  | 22,2  | 22,7  | 22,8  | 22,7  | 22,7 | 23,1   |
| Средний суточный минимум, °C  | 16,5 | 17,5 | 18,0 | 17,9  | 17,8  | 17,3  | 16,9  | 16,9  | 16,9  | 17,1  | 16,8  | 16,3 | 17,2   |
| Норма осадков, мм             | 16,5 | 29,4 | 84,7 | 166,2 | 175,6 | 152,1 | 168,6 | 237,8 | 174,6 | 186,9 | 109,0 | 37,4 | 1538,8 |
| Источник:                     |      |      |      |       |       |       |       |       |       |       |       |      |        |

## Демография
Население города по годам:
| 1969   | 1982   | 1991   | 2002    | 2010    |
| ------ | ------ | ------ | ------- | ------- |
| 18 170 | 14 958 | 38 297 | 113 144 | 216 248 |

## Религия
В городе действует приход святого Архангела Михаила Патриаршего экзархата Африки Русской Православной Церкви с воскресной школой.